# Морська оса
Морська оса (лат. Chironex Fleckeri) — вид жалких морських організмів з класу кубомедуз (Cubozoa), поширений біля берегів північної Австралії і в Індонезії.
Chironex fleckeri відома завдяки своїй здатності наносити опіки; щупальця тварини суцільно покриті жалкими клітинами (нематоцисти), які містять дуже сильну отруту. Опіки кубомедузи викликають сильний біль, а їхньої сили достатньо, щоб убити 60 осіб за три хвилини. Як вважають, за останні 100 років від опіків кубомедузи загинуло близько 100 осіб. Цей факт служить підставою для широко поширеної думки про те, що це найотруйніша і найнебезпечніша медуза у світовому океані, а можливо навіть і найнебезпечніша тварина у всьому світі.

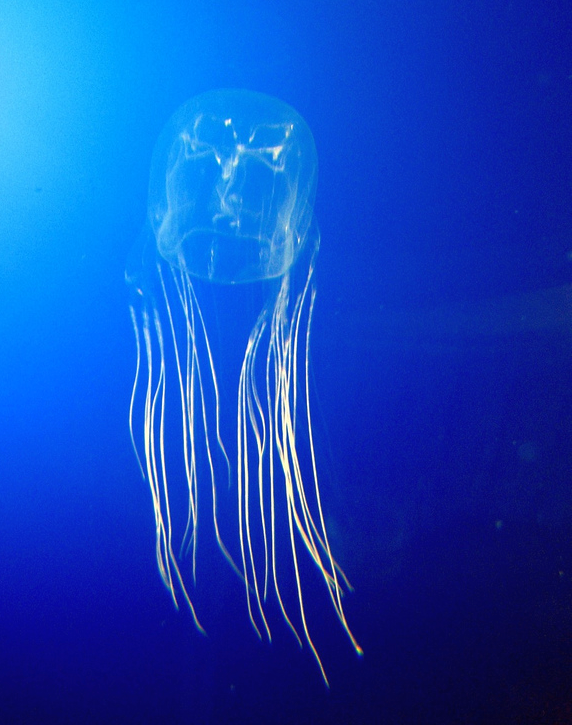
Chromenex Fleckerdi

## Опис
Морські оси є найбільшими з усіх Кубомедуз (Cubozoa Werner, 1975) – їх купол досягає розмірів баскетбольного м’яча. Вони блідо-блакитного кольору і практично прозорі. Остання обставина створює додаткову небезпеку для плавців, оскільки медузу практично не видно у воді. У медуз по чотири пучка з 15 щупалець, що тягнуться від кожного з чотирьох кутів купола. Коли медуза пливе, щупальця скорочуються, досягаючи довжини 15 см і товщини 5 мм, під час полювання щупальця видовжуються до 3-х метрів. Вони вкриті безліччю жалких клітин-нематоцистів, котрі містять смертельно небезпечну отруту. Жалкі клітини реагують на дотик, який чинить тиск на них, а також дію хімічних сигналів білкової природи, простіше кажучи смак жертви.
Окрім тактильних і смакових відчуттів, у Морських ос є ще й візуальні – вони мають 24 ока. Вчені сперечаються чи можуть ці медузи бачити, адже їх нервова система надзвичайно примітивна і являє собою розкидані по усьому організмі поодинокі нервові клітини. Одні вважають, що “очі” Морської оси здатні формувати зображення, але як це зображення обробляється взагалі невідомо, тоді як інші стверджують, що медуза здатна розрізняти лише світло і темряву, бо власне отриману інформацію нічим обробити – мозок відсутній.

## Систематика
- Домен:Еукаріоти (Eukaryota)
- Царство:Тварини (Animalia)
- Підцарство: Кишковопорожнинні(Coelenterata)
- Тип: Кнідарії (Cnidaria)
- Клас: Кубомедузи (Cubozoa)
- Ряд: Chirodropida
- Родина: Chirodropidae
- Рід: Chironex Southcott, 1956
- Вид: Chironex Fleckeri[5]

## Поширення і місце проживання
Поліповидна форма зустрічається в естуаріях північної Австралії, а медузи, будучи морськими тваринами, мешкають в прибережних водах північної Австралії й сусідніх тропічних районах індо-західній частині Тихого океану (tropical Indo-West Pacific), а також виявлені в Південно-Східній Азії. На рифах вони зазвичай не зустрічаються. 

Території на яких поширена Морська оса

## Чутливість, спосіб полювання
Як і у інших кубомедуз , у C. Fleckeri є по 4 групи світлочутливих елементів, які включають у себе 24 ока. Як відомо , деякі з них здатні до формування зображення, проте спірне питання чи можуть вони забезпечувати розпізнавання об'єктів або слідкування; також залишається невідомим, як обробляється інформація про тактильну чутливість і зі світлочутливих структур , так як у медуз немає центральної нервової системи. Вони плавають у відкритому морі, розпустивши щупальця, у необачну жертву, яка, випадково доторкнувшись до них, зразу ж встромлюються нематоцисти, котрі закінчуються гачечками – своєрідні гарпуни – і вводять отруту. Якщо б жертва не загинула від неї, а продовжила пручатися, то вона б пообривала щупальця медузі, прирікши останню на швидку загибель. Саме тому у Морської оси така потужна отрута – вона криє у собі велику еволюційну доцільність.

## Розмноження
Медузи є клонами поліпу, на якому вони утворилися. Восени медузи відкладають яйця, з яких виходять личинки. Вони, недовго поплававши, прикріплюються до морського дна у естуаріях і починають рости у поліп, на кшталт, гідри, коралу чи морської анемони, який впродовж усієї зими харчується ловлячи дрібних рачок та риб. Коли поліп виростає, він має вигляд нанизаних одна на іншу та перевернених догори дригом медуз. Дозріваючи, вони, одна за одною, відриваються і подаються у вільне плавання по морях Північної Австралії та Південно-Східної Азії, нагадуючи жителям суходолу про свої отруйні щупальця.

## Живлення
Харчуються Морські оси креветками і дрібною рибою.

## Хижацтво
Одначе, ці медузи, будучи хижаками, самі слугують здобиччю для морських черепах – це чи не єдині істоти, які нечутливі до отрути Морської оси.

## Опіки
C. fleckeri широко відома через здатність наносити неймовірно сильні опіки, які в деяких випадках можуть призводити до швидкої смерті.
Опік викликає різкий біль , супроводжуваний інтенсивним почуттям печіння, одночасно вражаючи нервову систему , серце і шкіру. Нейротоксична отрута медузи діє вкрай швидко. Були зареєстровані смертельні наслідки лише після 4 хвилин від моменту нападу, що значно швидше, ніж при укусі змії, комахи або павука; це не без підстав створило погану славу про кубомедузу, як про найбільш жорстоку смертельно отруйну тварину у світі. Незважаючи на те, що існує протиотрута, своєчасне лікування потерпілого може бути ускладнене або неможливе. Ужалені медузою туристи нерідко отримують серцевий напад і тонуть, навіть не встигнувши дістатися до берега або човна .

Змочування опіку оцтом негайно пригнічує дію усіх нематоцистів, які ще не встигли прореагувати, а тертя місця опіку тільки посилює проблему. Відомі випадки неефективності застосування для їх нейтралізації води, сечі або коли, які по суті можуть тільки спровокувати вивільнення отрути. Після застосування оцту може знадобитися відновлення дихання або проведення серцево -легеневої реанімації. Присталі до тіла щупальця слід обережно видалити захищеними руками або за допомогою пінцета. Дистанційні щупальця залишаються небезпечними до самостійного руйнування з часом, і навіть будучи висушеними можуть відновлювати свої властивості при зволоженні. Раніше вважалось, що уражені кінцівки слід бинтувати з метою запобігання поширення отрути по лімфатичних і кровоносних судинах. Але з 2005 року більше не рекомендується застосовувати цього методу так, як в результаті дослідження було показано, що бинтування тисне на уражені тканин і цим самим сприяє повторній активізації нематоцистів, незважаючи на використання оцту. Постраждалим показано екстрене введення антитоксичної сироватки. Тому звернення до служби швидкої допомоги є завданням першої необхідності і надзвичайно важливе.
За оцінками, в Австралії кубомедузи є причиною як мінімум однієї смерті на рік. Документально зареєстровано більше 67 випадків, проте це число деякою мірою є сумнівним, так як деякі з цих смертей можна також пояснити і випадками розвитку серцевого нападу або утоплення під час опіку кубомедузи.
C. fleckeri найбільше зустрічаються у водах північної Австралії протягом літніх місяців (з листопада по квітень або травень), звідки, як вважають, вони дрейфують у вищезазначені естуарії для розмноження.

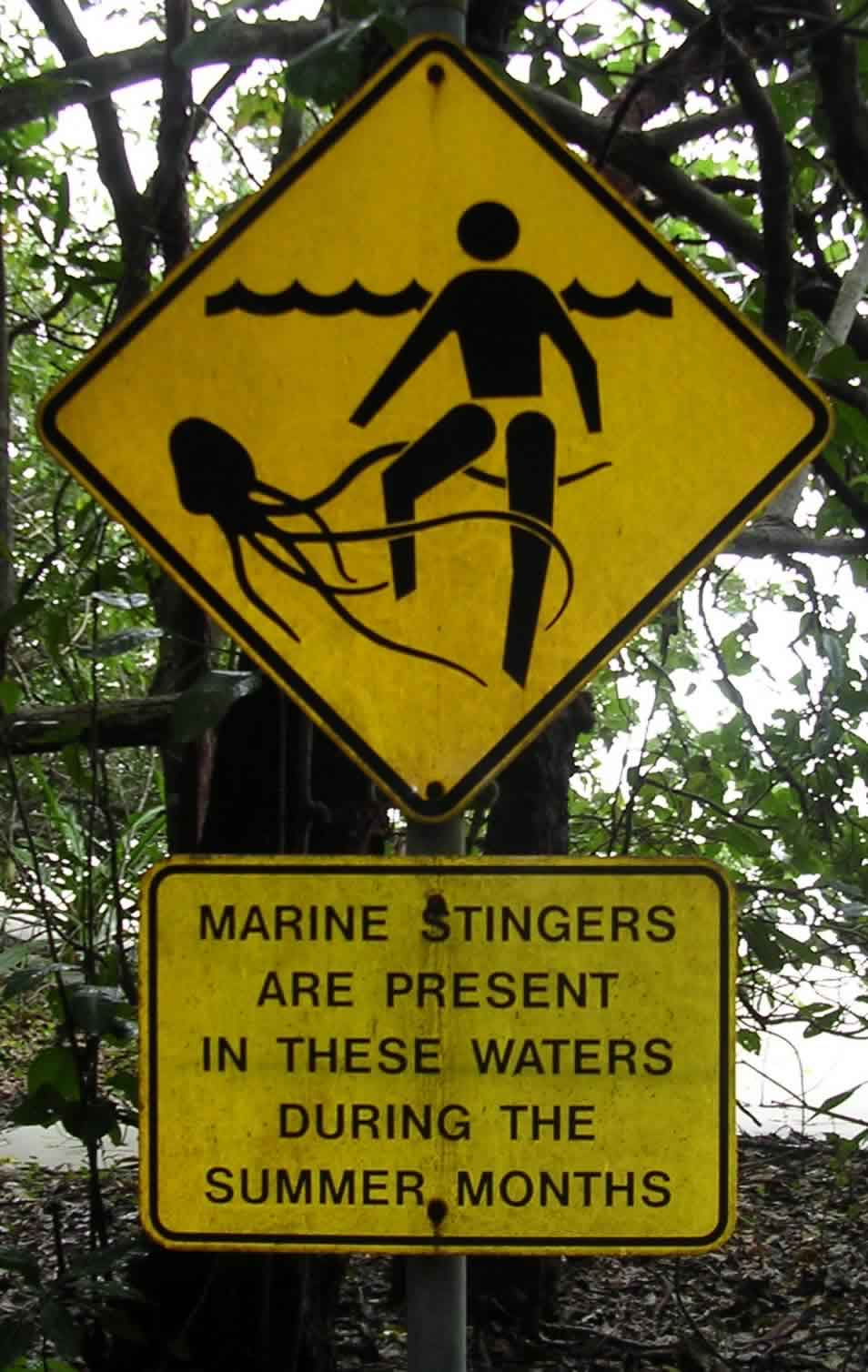
Знак, що попереджає про присутність кубомедуз на пляжі Cape Tribulation в Квінсленді, Австралія

Подібні знаки, що попереджають про небезпеку зустрічі з Морською осою встановлені по всьому узбережжю Квінсленда, і лише деякі сміливці купаються в цей період, піддаючи себе величезному ризику. На громадських місцях для купання у воді встановлюються загородження, крізь які не можуть проникнути кубомедузи, і люди можуть плавати, перебуваючи в безпеці. Однак більш дрібні медузи іруканджі ( Carukia barnesi ) можуть проходити крізь прути сітки, а протиотрути для цього виду медуз ще немає.

## Місце кубомедуз в екосистемі
Вони живляться дрібними морськими тваринами і є кормом для багатьох видів риб. Хороші фільтратори води.

## Значення кубомедуз для людини
Значення цих організмів для людини є як негативним, та і позитивним. Негативним аспектом існування цих організмів є смертельно небезпечна отрута, що у більшості випадків спричиняє смерть. Проте, вони чуйно вловлюють звукові коливання, що виникають при терті води об повітря і задовго до наближення шторму відпливають від берега. На підставі цієї властивості вчені біоніки створили прилад «Вухо медузи», що дозволяє визначити наближення шторму приблизно за 15 годин до його настання.

## Охорона
Медуза не є об'єктом нагляду природоохоронних організацій. Стан популяцій цих тварин не викликає занепокоєння у вчених і захисників природи. У Червоній книзі згадується як вид найменшого занепокоєння.

## Цікаві факти
- Морська оса спеціально не нападає на людину, але часто запливає в прибережні райони Австралії під час припливу.
- Іноді з припливом медуз викидає на берег. При цьому навіть на суші ці мешканці моря вкрай небезпечні. Навіть висушене щупальце при зволоженні відновлює свою токсичність.
- У одній тварині міститься достатньо отрути, щоб вбити більше 50 дорослих осіб. Аборигени кажуть про неї з побожним жахом. Найнебезпечніша медуза в Австралії вважається набагато страшнішою за акулу-людожера. Бліда, напівпрозора - це робить тварину практично невидимою у воді, і уникнути зустрічі з нею досить складно.
- Отрута медузи в 100 разів більш токсична, ніж у кобри.

## Медуза Chironex fleckeri в культурі
Медуза Chironex fleckeri була використана як головний герой фільму «Сім життів» (англ. Seven Pounds) як знаряддя самогубства.